# أولاد الشسخ الساحل (أولاد حمدان)
أولاد الشسخ الساحل هي إحدى مشيخات المملكة المغربية، تتبع جغرافيا لإقليم الجديدة وإداريًا لأولاد حمدان. يقدر عدد سكانها بـ 1235 نسمة حسب الإحصاء الرسمي للسكان والسكنى لسنة 2004.